# Coilodes punctipennis
Coilodes punctipennis är en skalbaggsart som beskrevs av Gilbert John Arrow 1909. Coilodes punctipennis ingår i släktet Coilodes och familjen Hybosoridae. Inga underarter finns listade i Catalogue of Life.